# Lilla Bommen (edifício)
O Lilla Bommen - também conhecido como SkanskaHuset, e popularmente chamado Läppstiftet, devido à sua forma - é um edifício com 86 m de altura situado na cidade da Gotemburgo, na Suécia.  Está localizado em Lilla Bommen, junto ao rio Gota, perto da ponte do Gota. Com os seus 22 andares, é um dos edifícios mais altos da cidade e do país. No topo do edifício, há um café chamado Götheborgsutkiken, com uma vista magnífica da cidade e do porto, e um restaurante com o nome Restaurang Läppstiftet.